# Gara Dealul Spirii
Gara Dealul Spirii a fost o gară de mărfuri din București care se afla în apropiere de Dealul Spirii.
Gara făcea parte din linia ce unea Gara Filaret de Gara de Nord (care avea lungimea de 7 km).
Gara se afla aproximativ în zona actualei intersecții dintre Calea 13 Septembrie și strada Progresului (Trafic Greu), pe strada Gara Dealul Spirei, din care a mai rămas un scurt fragment.